# Doctrinarisme
Doctrinarisme o liberalisme doctrinari és la doctrina i pràctica política associada al grup denominat dels doctrinaris, que durant la restauració borbònica a França (1814-1830), i des d'una postura reialista volien conciliar la Monarquia Borbònica amb la Revolució francesa, i l'autoritat amb la llibertat. Com a grup, eren més un cercle de reflexió que no pas un partit polític. La seva ubicació en l'espectre polític els situava en un centre que tenia a la seva esquerra als republicans i socialistes utòpics, i a la seva dreta als ultrareialistes.
En ser una fórmula de transacció entre la monarquia hereditària i el govern representatiu, defineix la forma de govern amb un clar pronunciament a favor de la monarquia. Aquest reconeixement va a portar aparellat el principi de sobirania compartida i de doble confiança dels governs (confiança del rei i del parlament). Així mateix, es mostrarà contrari a la igualtat social i, en conseqüència, al sufragi universal, creant un sistema polític de representació oligàrquica emparat en el sufragi censatari.
Filosòficament, el doctrinarisme fa radicar en la intel·ligència humana el principi de la sobirania.

## Doctrinarisme francès
Dirigits per Pierre-Paul Royer-Collard, aquests liberals reialistes estaven en favor d'una monarquia constitucional amb un dret al sufragi fortament restringit. Lluís XVIII, restaurat en el seu tron, havia promulgat la Carta de 1814, que establia un sistema bicameral, amb Càmera dels Pars (alta) i Cambra dels diputats (baixa), escollits mitjançant una llei electoral molt restrictiva: només uns 100.000 francesos amb dret al vot.
Els doctrinaris van obtenir en principi (1816) la cooperació del rei, que estava descontent amb la violència dels ultra-reialistes de la Chambre introuvable de 1815. No obstant això, els ultres van tornar de seguida al govern, liderats pel comte de Villèle. Els doctrinaris, en l'oposició, van romandre propers al govern, especialment a Élie, duc de Decazes, que va assumir alguns departaments ministerials.
Finalment, el grup dels doctrinaris va ser desmantellat per Carles X, el reaccionari successor del seu germà Lluís XVIII. Carles va confiar el govern a l'ultra Jules, príncep de Polignac. Aquesta nominació va ser en part la causa de la revolució francesa de juliol de 1830, durant la qual els doctrinaris van ser absorbits pels orleanistes, dels quals mai van tornar a separar-se, en qüestions de principi. D'acord amb la famosa classificació de René Rémond, els orleanistes es van convertir en la segona branca dretana sorgida després de la legitimista, que és el terme amb el qual sol referir-se als ultres després de la revolució de juliol.
Durant la monarquia de Lluís Felip I de França o monarquia de juliol (1830-1848) els doctrinaris van ser liderats per François Guizot.

## Doctrinarisme espanyol
L'introductor d'aquesta teoria política a Espanya va ser Andrés Borrego Moreno, a la qual qualifica de "Doctrina nova". Trasplantada al cas espanyol, representaria una base important del liberalisme històric, d'acord amb el caràcter elitista de la monarquia d'Isabel II d'Espanya i síntesi entre "revolució" i "conservació". La seva aspiració última serà aconseguir llibertat amb ordre.
El moderatisme espanyol tindrà entre les seves referències al doctrinarisme francès juntament amb el conservadorisme britànic.
Els seus elements essencials seran la monarquia, l'ordre, la llibertat, la selecció dels millors, el respecte als drets de l'individu, la Constitució com a suprema norma legal de garanties, el principi de representació i el parlamentarisme.
D'aquesta manera, la nova Constitució Espanyola de 1845 seria l'expressió constitucional del doctrinarisme espanyol.
Entre els doctrinaris espanyols més importants es pot trobar a Francisco Martínez de la Rosa, Antonio Alcalá Galiano, Donoso Cortés o Cánovas del Castillo.

## Extensió de l'ús del terme
L'extensió del concepte original al seu ús com a terme corrent en el vocabulari polític, ho fa sinònim d'eclecticisme d'una banda, però també ho associa a l'aplicació a la pràctica política de fórmules abstractes i a priori. Ambdues coses poden ser enteses de forma pejorativa o, per contra, dignes de lloança.
| « | El doctrinarisme és la teoria del «juste milieu» [just mitjà] i un dels seus millors practicants a Espanya va ser ni més ni menys que Cánovas del Castillo. Ell va definir el moderatisme com una transacció constant entre principis absoluts. Dels doctrinaris francesos com François Guizot, Ortega deia que era el més valuós del continent durant el segle xix perquè foren els únics que van veure clarament el que calia fer a Europa després de la «Gran Revolució». | » |